# William Lygon, 7. Earl Beauchamp

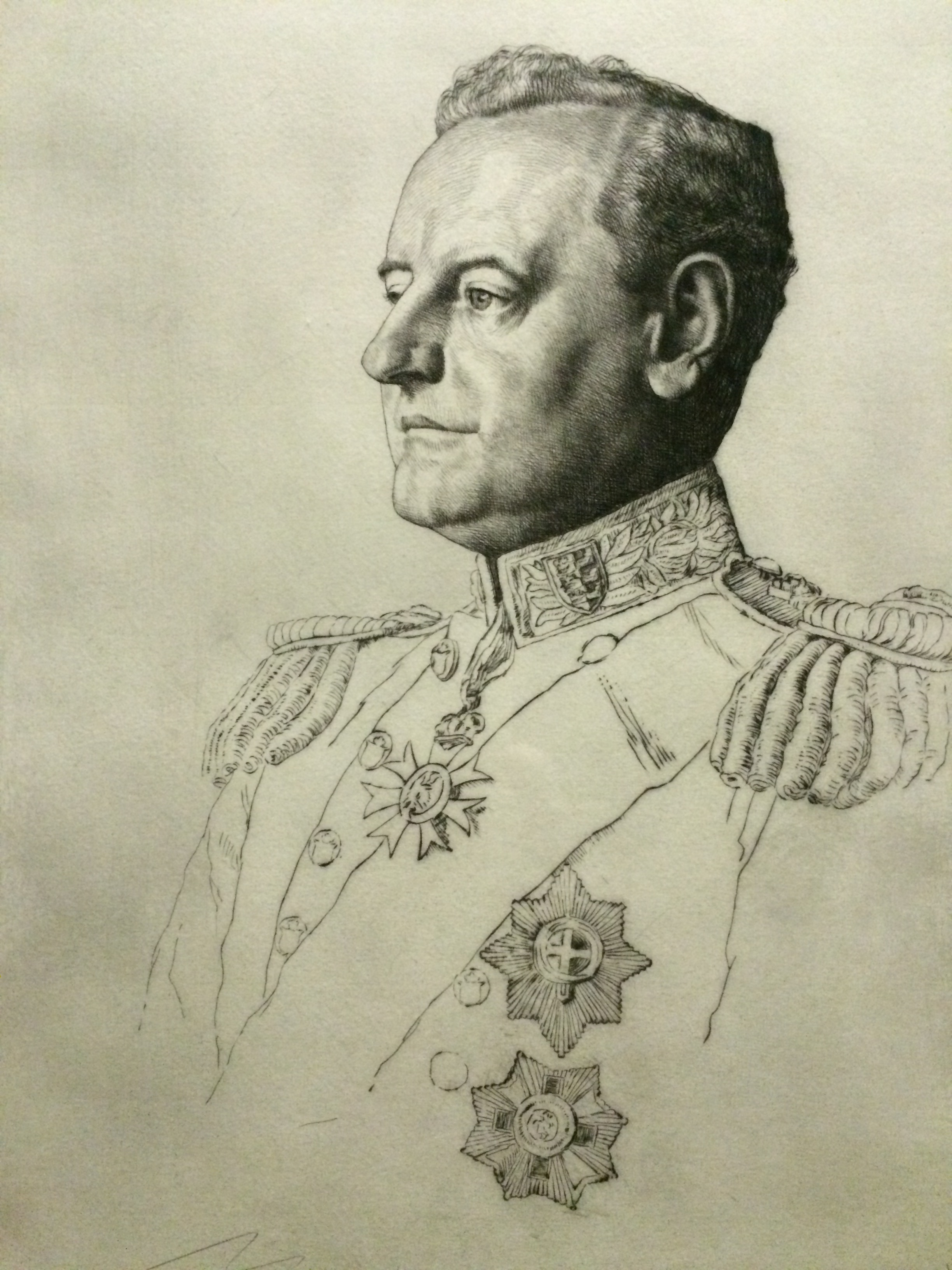
William Lygon, 7. Earl Beauchamp als Lord Warden of the Cinque Ports (1920)

William Lygon, 7. Earl Beauchamp KG KCMG KStJ PC (* 20. Februar 1872 in London; † 15. November 1938) war ein britischer Politiker der Liberal Party, der 1891 den Titel Earl Beauchamp erbte und dadurch bis zu seinem Tod 1938 Mitglied des House of Lords war. Er war unter anderem zwischen 1899 und 1901 Gouverneur von New South Wales, von 1907 bis 1910 Lord Steward of the Household, 1910 sowie erneut zwischen 1914 und 1915 Lord President of the Council sowie 1913 bis 1934 Lord Warden of the Cinque Ports.
Als 1931 seine Bisexualität bekannt wurde, legte er seine Funktionen als Vorsitzender der Fraktion der Liberal Party im Oberhaus sowie als Kanzler der Universität London nieder, zog sich weitgehend aus dem öffentlichen Leben zurück und ging ins Exil nach New York City. Er galt als literarisches Vorbild der Figur des ‚Lord Marchmain‘ in dem 1944 erschienenen Roman Wiedersehen mit Brideshead von Evelyn Waugh.

## Leben

### Familiäre Herkunft und Geschwister
Lygon war der älteste Sohn von Frederick Lygon, der zwischen 1857 und 1866 Mitglied des House of Commons war sowie 1866 den Titel als 6. Earl Beauchamp erbte, zwischen 1874 und 1880 Lord Steward of the Household, von 1876 bis 1891 Lord Lieutenant der Grafschaft Worcestershire und zwei Mal von 1885 bis 1886 sowie erneut zwischen 1886 und 1887 das Amt des Paymaster General bekleidete, sowie von dessen erster Frau Lady Mary Catherine Stanhope, eine Tochter des Historikers Philip Henry Stanhope, 5. Earl Stanhope.
Seine Geschwister aus dieser ersten Ehe waren seine ältere Schwester Lady Mary Lygon, die mit Oberstleutnant Henry Walter Hepburn-Stuart-Forbes-Trefusis verheiratet war, einem Sohn von Charles Hepburn-Stuart-Forbes-Trefusis, 20. Baron Clinton. Seine zweitälteste Schwester Lady Susan Lygon war mit Robert Gilmour, 1. Baronet verheiratet, der zwischen 1916 und 1920 Großmeister der Großloge der Freimaurer von Schottland (Grand Lodge of Scotland) war. Sein jüngerer Bruder Edward Hugh Lygon fiel am 23. März 1900 als Leutnant während des Zweiten Burenkrieges. Seine jüngste Schwester Lady Margaret Lygon war die Ehefrau von Arthur Russell, 2. Baron Ampthill, der 1904 vorübergehend Generalgouverneur und Vizekönig von Indien sowie Gründungsmitglied des Internationalen Olympischen Komitees (IOC) war.
Zu seinen Halbgeschwistern aus der zweiten, am 24. September 1878 mit Lady Emily Annora Charlotte Pierrepont, die älteste Tochter von Sydney William Herbert Pierrepont, 3. Earl Manvers, geschlossenen Ehe seines Vaters gehörten Oberstleutnant Robert Lygon, der mit Cecilia Albinia Arbuthnot verheiratet war, einer Tochter des in Britisch-Indien tätigen Unternehmers George Gough Arbuthnot. Die Halbschwester Agnes Lygon war mit dem Sohn des bekannten Politikers Arthur Wellesley Peel, 1. Viscount Peel, Arthur George Villiers Peel, verheiratet, der zahlreiche wirtschaftswissenschaftliche und politische Fachbücher veröffentlichte und zwischen 1917 und 1918 für die Liberal Party selbst Abgeordneter des Unterhauses war. Die Halbschwester Maud Lygon war die Ehefrau des bekannten Politikers der Conservative Party, Samuel John Gurney Hoare, der unter anderem Minister für Indien, Außenminister und Innenminister war sowie 1944 als Viscount Templewood, of Chelsea in the County of Middlesex in den Adelsstand erhoben wurde und damit dem House of Lords als Mitglied angehörte. Der jüngere Halbbruder aus der zweiten Ehe des 6. Earl Beauchamp war Henry Lygon, der unverheiratet verstarb.

### Oberhausmitglied und Gouverneur von New South Wales

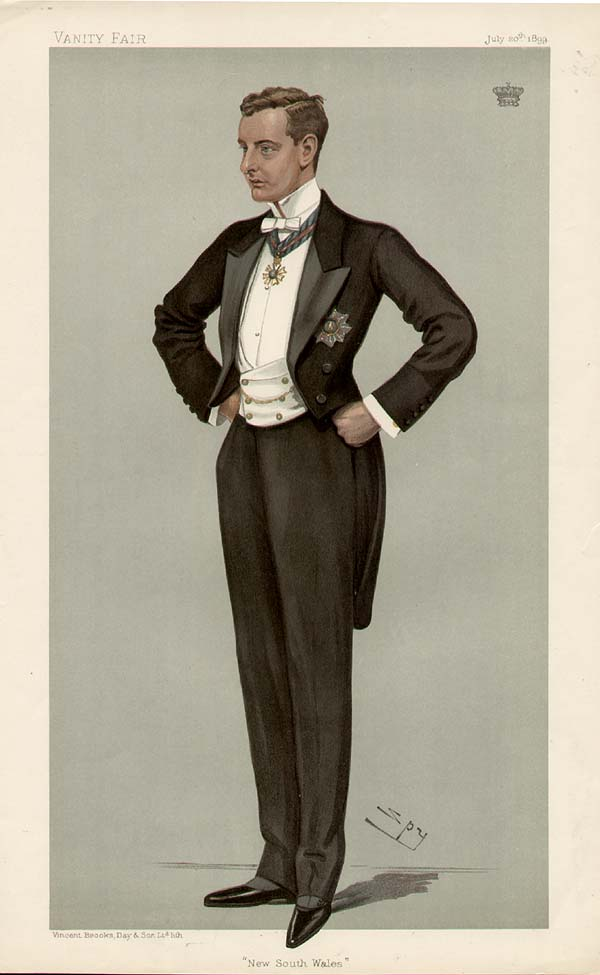
William Lygon, 7. Earl Beauchamp, in einer Karikatur von Spy in der Zeitschrift Vanity Fair vom 20. Juli 1899

Als Heir apparent seines Vaters führte Lygon seit Geburt den Höflichkeitstitel Viscount Elmley. Er absolvierte seine schulische Ausbildung am renommierten Eton College und erbte beim Tod seines Vaters am 19. Februar 1891 einen Tag vor seinem 19. Geburtstag dessen Adelstitel als 7. Earl Beauchamp, 7. Viscount Elmley und 7. Baron Beauchamp. Dadurch wurde er Mitglied des House of Lords und gehörte diesem bis zu seinem Tod am 15. November 1938 an. Er begann anschließend ein Studium am Christ Church College der University of Oxford und engagierte sich während des Studiums 1893 als Präsident des dortigen Debattierclubs Oxford Union Society.
Der Earl Beauchamp, der von 1895 bis 1896 Bürgermeister von Worcester war, wurde am 16. Februar 1899 zum Knight Commander des Order of St. Michael and St. George (KCMG) geschlagen. Drei Monate später wurde er 18. Mai 1899 als Nachfolger von Henry Brand, 2. Viscount Hampden von Kolonialministers (Secretary of State for the Colonies) Joseph Chamberlain zum Gouverneur von New South Wales ernannt. Er war damit der jüngste Gouverneur, der dieses Amt jemals innehatte, und verblieb auf diesem Posten als Vertreter des jeweiligen britischen Monarchen bis zum 30. April 1902. Sein Nachfolger wurde am 27. Mai 1902 der bisherige Oberbefehlshaber der Kanal-Flotte, Admiral Harry Rawson. 

### Lord President of the Council und spätere Ämter
Nach seiner Rückkehr fungierte der Earl Beauchamp von 1906 bis 1907 als Hauptmann des Honourable Corps of Gentlemen at Arms und wurde am 8. Januar 1906 auch Mitglied des Privy Council (PC). Im Anschluss war er zwischen 1907 und 1910 Lord Steward of the Household und wurde daraufhin am 16. Juni 1910 zum Lord President of the Council in das Kabinett Asquith I berufen. Das Amt des Präsidenten des Geheimen Kronrates bekleidete er bis zum 3. November 1910. Im Anschluss gehörte er vom 3. November 1910 bis zum 6. August 1914 dem ersten Kabinett Asquith als Minister für öffentliche Arbeiten (First Commissioner of Works) an. Er war zugleich von 1911 bis 1931 Lord Lieutenant der Grafschaft Gloucestershire sowie zwischen 1913 und 1934 Lord Warden of the Cinque Ports.
Earl Beauchamp, der 1914 auch als Knight Companion in den Hosenbandorden aufgenommen wurde, war zwischen dem 5. August 1914 und dem 25. Mai 1915 erneut Lord President of the Council. Zuletzt war er zwischen 1929 und 1931 Kanzler der Universität London. Als 1931 seine Bisexualität bekannt wurde, legte er seine Funktionen als Vorsitzender der Fraktion der Liberal Party im Oberhaus sowie als Kanzler der Universität London nieder, zog sich weitgehend aus dem öffentlichen Leben zurück und ging ins Exil nach New York City. Er galt als literarisches Vorbild der Figur des ‚Lord Marchmain‘ in dem 1944 erschienenen Roman Wiedersehen mit Brideshead von Evelyn Waugh.

### Ehe und Nachkommen
Earl Beauchamp heiratete am 26. Juli 1902 Lady Lettice Mary Elizabeth Grosvenor, eine Tochter von Victor Alexander Grosvenor, Earl Grosvenor, und dessen Ehefrau Lady Sibell Mary Lumley. 
Aus dieser Ehe gingen drei Söhne und vier Töchter hervor. Der älteste Sohn William Lygon war zwischen 1929 und 1938 Mitglied des House of Commons und erbte nach seinem Tod am 15. November 1938 den Titel als 8. Earl Beauchamp. Der zweitälteste Sohn Hugh Patrick Lygon war ein Freund Evelyn Waughs und mutmaßlich das Vorbild der Figur ‚Lord Sebastian Flyte‘ in dessen Roman Wiedersehen mit Brideshead. Die älteste Tochter Lady Lettice Lygon war mit Oberstleutnant Richard Charles Geers Cotterell, 5. Baronet Cotterell, verheiratet, der zwischen 1945 und 1957 Lord Lieutenant der Grafschaft Herefordshire war. Die zweitälteste Tochter Lady Sibell Lygon war mit Michael Rowley verheiratet, einem Stiefsohn ihres Onkels Hugh Grosvenor, 2. Duke of Westminster. Die drittälteste Tochter Lady Mary Lygon war mit Prinz Wsewolod Iwanowitsch Romanow verheiratet, dem ältesten Sohn von Prinz Iwan Konstantinowitsch Romanow. Die jüngste Tochter Lady Dorothy Lygon war die Ehefrau von Robert Vernon Heber-Percy, einem Oberleutnant der 1st King’s Dragoon Guards. Der jüngste Sohn war Richard Edward Lygon.